# روابط مالزی و عربستان سعودی
روابط مالزی و عربستان سعودی به ارتباطات میان مالزی و عربستان سعودی می‌پردازد.

## پیشینه
سفارت عربستان در مالزی در سال ۱۹۶۱ تأسیس شد.

## روابط اقتصادی
از دهه ۱۹۶۰ تا دهه ۱۹۹۰م، مبادلات تجاری دو کشور در حدود ۳٫۷ بیلیون رینگت بود، اما کسری بالایی برای مالزی به دلیل میزان واردات نفتی بسیار زیاد این کشور از عربستان داشت.
در خصوص موافقت‌نامه‌های تجاری دو کشور، ۵ موافقت‌نامه امضا شد که ۳ موافقت‌نامه اخیر پس از ۲۰ سال فاصله زمانی از دو موافقت‌نامه اول به امضا رسیدند. این موافقت‌نامه‌ها عبارتنداز: موافقت‌نامه همکاری اقتصادی و تکنیکی در سال ۱۹۷۵م، موافقت‌نامه همکاری فرهنگی- علمی در سال ۱۹۷۶م، موافقت‌نامه ممانعت از مالیات‌های دوبل در سال ۱۹۹۳م، موافقت‌نامه تضمین سرمایه‌گذاری در سال ۲۰۰۰م، موافقت‌نامه الحاق عربستان به سازمان تجارت جهانی WTO در سال ۲۰۰۰م و تأسیس مرکز بین‌المللی صلح برای اشاعه پیام صلح‌آمیز اسلام بین مالزی و عربستان در سال ۲۰۱۷م. با این وجود، عربستان در رتبه ۲۷ تجارت خارجی مالزی است. در آغاز، ورود سرمایه عربستان فرصتی به مالزی داد به جهت راه‌اندازی برخی از برنامه‌های توسعه مالزی نظیر صندوق توسعه که از سال ۱۹۹۵–۱۹۷۵م ریاض در حدود ۳۱۲٫۳۰ میلیون ریال عربستان برای ترمیم زیرساخت‌های اجتماعی- اقتصادی کوالالامپور کمک کرد. سپس، در سال ۱۹۷۵م در حدود ۵۰ میلیون دلار کمک مالی در قالب وام به مالزی از جانب عربستان برای راه‌اندازی پروژه‌های دانشگاهی، دانشگاه ملی مالزی و دانشگاه پزشکی این کشور داده شد. برای راه‌اندازی دانشگاه علم و صنعت، دانشکده پزشکی UKM مالزی در حدود ۴۸٫۲۰ میلیون ریال تخصیص داده شد و میلیون‌ها دلار دیگر برای دیگر برنامه‌های توسعه مالزی از طرف عربستان به این کشور داده‌شده‌است. تنها از سال ۱۹۹۷–۱۹۹۰م در حدود ۸ پروژه بزرگ مالزی با مبلغ ۱۳۹٫۶ میلیون ریال عربستان در مالزی راه‌اندازی شد. همکاری اقتصادی عربستان با مالزی فرصت خوبی برای توسعه برنامه‌های عمرانی در اختیار مالزی گذاشت.